# RX J1131-1231
RX J1131-1231 — сверхмассивная чёрная дыра с квазаром в созвездии Чаши. Находится на расстоянии около 6 млрд световых лет от Солнца. 
В 2014 году астрономы обнаружили, что рентгеновское излучение исходит из области внутри аккреционного диска, только в три раза превышающее радиус горизонта событий. Это означает, что чёрная дыра вращается с огромной скоростью (почти половина скорости света). Это первый случай в истории, когда астрономы смогли напрямую оценить угловую скорость вращения чёрной дыры.
Оценку проводила команда астрономов под руководством Рубенса Рейса из Мичиганского университета, использовавших телескоп «Чандра», принадлежащий НАСА, и XMM-Newton, принадлежащий Европейскому космическому агентству. Они исследовали рентгеновское изучение из внутренних областей вращающегося диска. Оценив радиус диска, астрономы вычислили угловую скорость чёрной дыры, которая составила почти половину скорости света.
Данная оценка была бы невозможной без удачного расположения квазара и гигантской эллиптической галактики, которая находится между Землёй и RX J1131-1231. Данное расположение образовало гравитационную линзу, искривляющую свет из квазара. Проанализировав рентгеновское излучение 3 из 4 видимых на Земле изображений квазара RX J1131-1231, астрономы выявили смещение определенных линий в спектре, что свидетельствует о наличии большого количества внегалактических экзопланет (до 2 тысяч) в галактике-линзе, расположенной на расстоянии 3,8 млрд световых лет от Солнца (z = 0,295).